# Paralititan
Paralititan é um gênero de dinossauro do período Cretáceo, que viveu há 96 milhões de anos na África, no que é hoje o Egito. Era um dinossauro herbívoro e quadrúpede. Tinha 30 metros de comprimento e 9 m de altura, e pesava cerca de 75 toneladas.
Foi encontrado num oásis do Egito onde era um antigo mar, e é dai que vem o seu nome Paralititan, que significa "Gigante do mar", ele era um saurópode enorme quase do tamanho de um braquiossauro e outros gigantes. Eles provavelmente andavam em manadas de adultos com jovens no centro para proteção, apesar de não ser tão grande e nem tão alto era robusto e com membros fortes e grossos se comparados a outros saurópodes.